# 신재 한상경 영정
신재 한상경 영정(信齋 韓尙敬 影幀)은 대한민국 경기도 남양주시에 있는, 조선시대 초기의 문신 한상경의 영정이다. 1998년 4월 13일 경기도의 유형문화재 제166호로 지정되었다.

## 개요
조선 초기의 문신 한상경(韓尙敬: 1360∼1425)의 영정(影幀)이다. 본관은 청주 호는 신재, 호부상서 공의의 손자이며 판후덕부사 수의 아들이다. 이성계를 추대한 공으로 익대개국공신 3등에 오르고 서원군에 봉해진 이후 우의정, 영의정에 이르렀다. 조선 초 유행한 양식으로 17세기 다시 중모한 것이지만 15세기를 대표할 만한 작품성을 가지고 있는 걸작이다.

## 참고 문헌
- 신재한상경영정 - 국가유산청 국가유산포털